# Гробница воина с грифоном
Гробница воина с грифоном — гробница бронзового века близ древнегреческого Пилоса, датируемая серединой XV века до н.э. Она была обнаружена исследовательской группой Университета Цинциннати во главе с супругами Джеком Ли Дэвисом и Шарон Стокер. Раскопки проводились с мая по октябрь 2015 года.
В течение первых шести месяцев раскопок исследовательская группа обнаружила нетронутый скелет взрослого мужчины и около 1400 предметов, включая оружие, драгоценности, доспехи, серебряные и золотые изделия. С 2015 года количество артефактов, извлечённых из могилы, достигло более 3500 единиц. Среди них особенно примечательны минойская гемма (см. «Агат с боевой сценой из Пилоса») и четыре золотых кольца с печатью с подробными изображениями сюжетов из минойской мифологии.

## Предыстория
Дворец Нестора, расположенный в окрестностях Пилоса, превосходит по степени сохранности все микенские аналоги. В 1939 году археолог Карл Блеген, профессор классической археологии в Университете Цинциннати, в сотрудничестве с греческим археологом Константиносом Куруниотисом, провёл раскопки, чтобы найти дворец знаменитого царя, персонажа «Илиады» Гомера.
Блеген выбрал холм Энгилианос в Месинии, как возможное местонахождение древних руин города. В ходе раскопок были обнаружены остатки ряда сооружений, гробниц и около тысячи глиняных табличек линейного письма Б. Раскопки продолжались с 1952 по 1966 год.
В целях изучения микенской цивилизации до XIII века до н. э. Университет Цинциннати возобновил раскопки во дворце Нестора в 2015 году при поддержке Американской школы классических исследований в Афинах и с разрешения Министерства культуры Греции. Дело Блегена в Пилосе продолжили супруги Дэвис и Стокер, работавшие в этом районе Греции на протяжении 25 лет.

## Первоначальные раскопки
Гробница воина с грифоном была обнаружена в оливковой роще недалеко от дворца Нестора. Руководители раскопок, Дэвис и Стокер, первоначально планировали копать под холм по направлению из дворца. Из-за проблем с местной бюрократией и непредвиденной забастовки они не смогли получить разрешение на желаемый участок, и вместо этого им дали право вести археологические работы в соседней оливковой роще.
Несколько участков в оливковой роще были выбраны для исследований, в том числе "три камня, которые, казалось, образуют угол". 28 мая 2015 года, когда два члена исследовательской группы начали копать, обнаружился двухметровый вал, предполагающий наличие могилы. Археологи обнаружили скелет на дне могилы, окружённый различными артефактами. Останки были найдены в деревянном гробу, помещённом в каменную камеру. Предметы, определённые как погребальные подношения, были найдены внутри и сверху гробницы, а также в каменной шахте. Находки состояли из ювелирных изделий, предметов из камня или резной слоновой кости, гребней, золотых и серебряных кубков, бронзового оружия.

### Идентификация воина с грифоном
Анализы скелета показали, что захороненному в открытой гробнице было около 30 лет. Он имел рост 1,7 метров, что делало его высоким для человека своего времени. Расчёски, найденные в могиле, позволяют сделать предположение, что у него были длинные волосы. Компьютерная реконструкция лица на основе его черепа, созданная Линн Шепартц и Тобиасом Холтоном, антропологами из Витватерсрандского университета в Йоханнесбурге, демонстрирует широкое, решительное лицо с близко посаженными глазами и выдающейся челюстью.
Стокер отметила, что покойник был очень важным и богатым человеком. Его кости свидетельствуют о крепком телосложении, что, наряду с оружием, найденным в гробнице, позволяет сделать вывод, что он был воином — хотя также мог быть и жрецом, так как многие из найденных предметов имели ритуальное предназначение.
Дальнейший анализ скелета позволит исследователям узнать больше об идентичности «воина с грифоном». Научное исследование его хорошо сохранившихся зубов и костей таза может помочь определить его генетический фон, рацион и причину смерти.

### Артефакты из гробницы
- Метровый меч с рукояткой, покрытой золотом[7].
- Кинжал с золотой рукоятью[7].
- Несколько золотых и серебряных кубков[7].
- Бусины из сердолика, аметиста, янтаря и золота[7].
- Четыре золотых кольца[7].
- Десятки маленьких резных печатей с гравюрами, изображающими сражения, богинь, тростник, алтари, львов и людей, прыгающих через быков[9].
- Табличка из слоновой кости с изображением грифона среди скал[7].
- Бронзовое зеркало с ручкой из слоновой кости[7].
- Тонкие полосы из бронзы (остатки доспехов воина)[2].
- Бивни кабана, возможно, из шлема воина[2].
- Нож с большим квадратным лезвием[2].
- Два раздавленных золотых кубка и серебряный с золотым ободком[4].
- Шесть серебряных кубков[4].
- Бронзовые кубки, чаши, амфоры, кувшины и таз, некоторые с золотом, некоторые с серебряной отделкой[4].
- Шесть украшенных гребней из слоновой кости[4].

## Дальнейшие раскопки и анализ
Первоначально археологи затруднилась определить дату захоронения «воина с грифоном». Обычно для датировки используются остатки керамики, но гробница не содержала их. Летом 2016 года, при дальнейших раскопках в её окрестностях, были обнаружены фрагменты керамики, что позволило Дэвису и Стокеру датировать это место 1500-1450 годами до нашей эры. С помощью этой информации они смогли определить, что воин жил в конце периода шахтных могил и до строительства микенских дворцов, включая дворец Нестора.
В настоящее время учёные подробно изучают найденные артефакты, при этом все объекты раскопок остались в Греции, и их окончательное размещение будет определено Греческой археологической службой. Бывший антрополог Университета Цинциннати Линн Шепартц, ныне работающая в Витватерсрандском университете в Йоханнесбурге (ЮАР), изучает останки скелета «воина с грифоном».
Также проводятся ДНК-тесты и изотопные анализы в надежде узнать больше об этническом и географическом происхождении захороненного.